# Кобленц
Кобленц (на немски: Koblenz) е град в Югозападна Германия, провинция Рейнланд-Пфалц. Разположен е на двата бряга на река Рейн, при вливането в нея на Мозел.
Площта на Кобленц е 105,05 km², населението към 31 декември 2010 г. – 106 417 жители, а гъстотата на населението – 1013 д/km².

## Спорт
Представителния футболен отбор на града носи името ТуШ Кобленц. Дългогодишен участник е в германската Втора Бундеслига.

## Личности
Родени
- Валери Жискар д'Естен (1926 – 2020), френски политик
- Клеменс фон Метерних (1773 – 1858), австрийски политик
- Йоханес Петер Мюлер (1801 – 1858), физиолог
- Томас Андерс (роден като Бернд Вайдунг) е германски певец, композитор и музикален продуцент, вокал на немския популярен поп-дует Модърн Токинг

## Побратимени градове
- Норич, Англия